# Omobranchus angelus
Omobranchus angelus är en fiskart som först beskrevs av Whitley, 1959.  Omobranchus angelus ingår i släktet Omobranchus och familjen Blenniidae. Inga underarter finns listade i Catalogue of Life.